# CAT-5

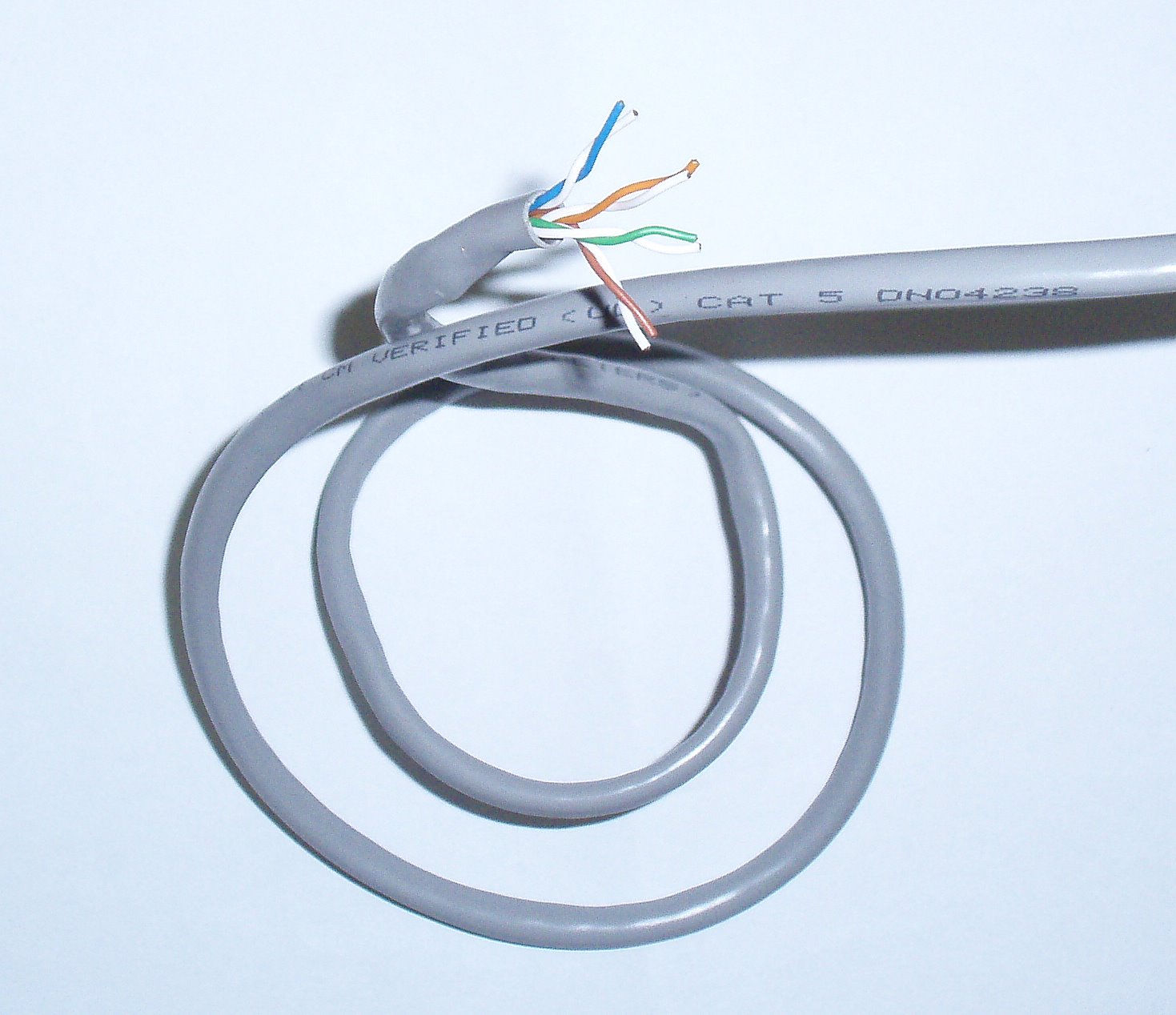
完整的CAT-5線

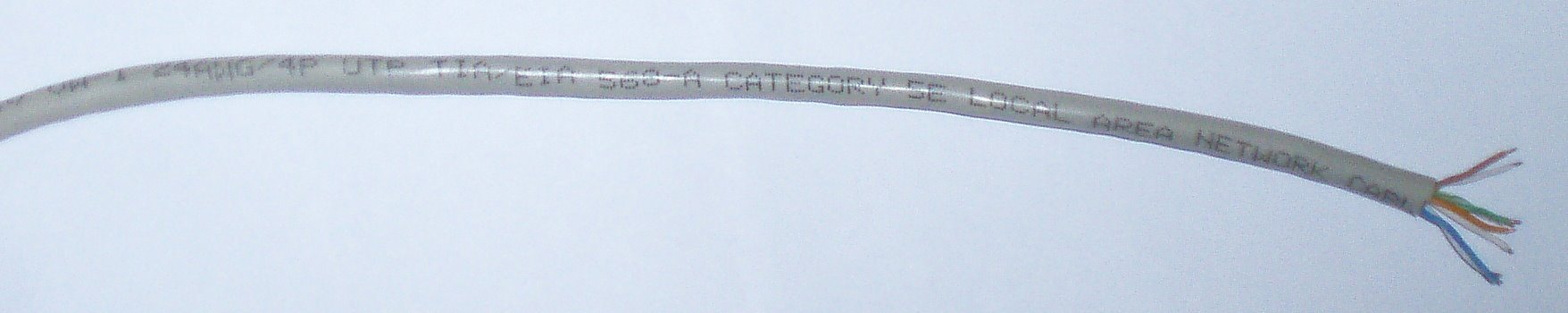
完整的CAT-5e線，上面印有「24AWG/4P UTP TIA/EIA 568-A CATEGORY 5E LOCAL AREA NETWORK CABLE」

5类双绞线（英文：Category 5 cable），一般稱為CAT-5線，是一種雙絞線，並設計為可提供高速度、高訊噪比的訊號傳輸線。這一種的傳輸線一般用在電腦網絡的內部配線，如把電腦連接至乙太網、或電腦連接電腦、集線器連接路由器等。此外，還可以用作話音通訊、令牌環（記號環網路、token ring）、非同步傳輸模式（Asynchronous Transfer Mode）的傳輸。

## 使用與接線方法

### Category 5
原本的CAT-5規格是清晰的定義了在 ANSI／TIA/EIA-568-A，並說明了在 TSB-95。這些文件也詳細指明了CAT-5線的獨特性能，並在測試結合中得知及發表了通信訊號的傳輸頻率需要高於100MHz以上。
標準的CAT-5線的最外層的絕緣保護層內，一共應該擁有四組雙絞線。這四組雙絞線也能維持高信噪比，儘管受到外部而來的干擾、或是另一組雙絞線的串音干擾（crosstalk）。而每組雙絞線是由兩條單芯線組成。
一般，CAT-5線常用於100Mbps的網絡，如100BASE-TX（快速乙太網）。典型的CAT-5線在一吋內，每組雙絞線會分別有三絞。此外，雙絞線的美規線徑（American wire gauge）為24 AWG。這些規格可能也未能符合 1000BASE-T 千兆乙太網。
靠近水晶头的地方被捋平了，失去了双绞线的特性。线越短，未绞线/正常绞线的比例会越来越大，这样这段线的电气性能会有降低。此原因导致有线缆最短长度为1.5或1米来保证其电气性能。
事實上，Cat 5線材在短距離也能用於1Gbps網絡，例如個人電腦到家用路由器。只要電腦和網絡設備都支援1Gbps，然後連接網線，如果是優質的Cat 5線材，作業系統會顯示連結速度為1Gbps，差的線材則會顯示速度為100Mbps。

### Category 5e
CAT-5e是Cat 5的增強版本，並增加了防止遠端串音（far end crosstalk）的功能。而CAT-5e亦於2001年正式發佈，並依照了TIA/EIA-568-B的標準。但規格上，與CAT-5線相差不大。儘使千兆乙太網是為CAT-5線而設計的，但Cat 5e線與及其插頭更能充分使用及配合1000BASE-T 千兆乙太網。儘管CAT-5e線的標準規格與功能也比CAT-5線更為完美，但它的傳輸線長度卻不能有所增加：傳輸線理論長度最長依然為100米（328呎）；實際在水平面上的最長長度為90米。這些CAT-5e線的性能測試是基於TIA/EIA-568-B.2-2001。
2016年，电气电子工程师学会頒佈IEEE 802.3bz。每對双绞线的傳輸能力由4b/Hz上調到6.25b/Hz。當使用4對線進行傳輸，2.5GBASE-T與5GBASE-T（2.5Gb/s及5Gb/s速率）分別需要100MHz及200MHz的带宽。新標準配合了Cat 5e的带宽特性（100MHz），讓已安裝的Cat 5e佈線可提速到2.5Gb/s，而毋須重新佈線。

### 連接插頭與其他資訊
無論CAT-5線或CAT-5e線也只是一條基本的資料傳輸線，並沒有裝上可以固定它們的插頭，使它們能輕易連接、方便使用，因此必需有一個獨立的插頭。而這個插頭設計上比一般插頭更柔韌，並能折彎，以防止斷裂。同時，要能與插座有良好的接觸，也要在密集的線與線之間有良好的絕緣。而製作成本也不能太高，希望能使CAT-5線能更廣泛地被使用。此外，也為了方便使用，設計上也能鑽進牆裡，並可透出插座，像使用電源線般，只要插上插頭便能使用。
最後，CAT-5線基於TIA/EIA-568-A的標準規格，最常使用的就是8P8C的模組連接器（Modular connector）。
一般，兩端都相同會以T568A的方式、或T568B的方式配合。事實上，兩個方法也是一樣，能平行連接（第一端的第一個針頭和另一端的第一個針頭連接，第一端的第二個針頭和另一端的第二個針頭連接；如此類推……），便能進行連接。但一般電腦與電腦連接，則需要以「交叉線」（又稱為跳線，crossover cables）連接。

### 寬頻供應商
一般的寬頻供應商會為客戶提供「完整的」CAT-5線，因為要用齊8芯才可逹1Gbps，4芯只能支持100Mbps。現在一般家用服務有100、300、500、1000Mbps不等。

## 外部連結
- 安裝CAT-5線（英）